# Castello del Carmine
Il castello del Carmine o Sperone era una fortezza della città di Napoli, nel quartiere Mercato, collocabile tra piazza del Carmine, via Marina e corso Garibaldi.

## Storia

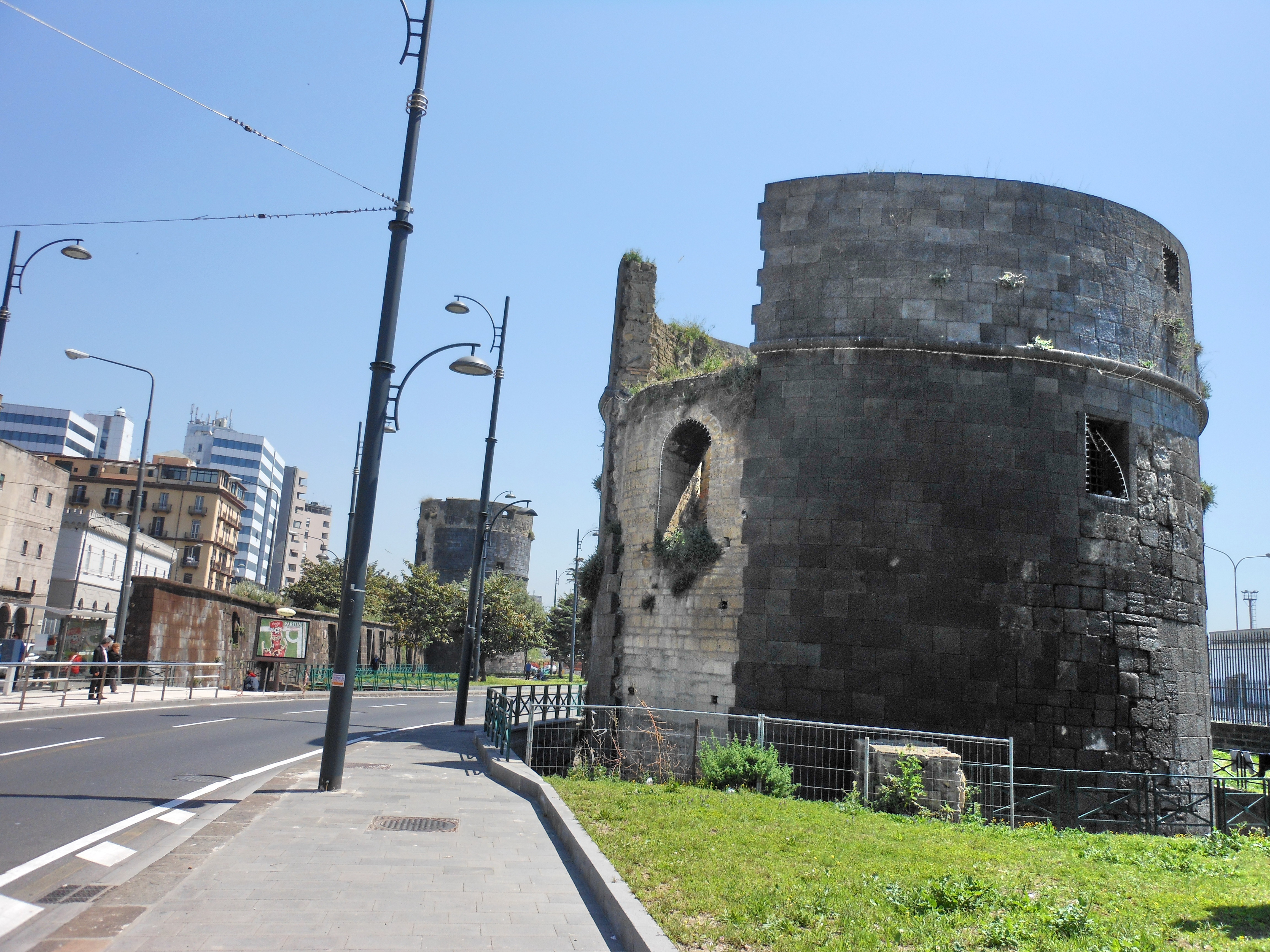
Le due torri del castello del Carmine oggi

Edificato nel 1382 da Carlo III di Durazzo (sovrano del periodo angioino), l'edificio fu collocato volutamente all'angolo meridionale della cinta muraria cittadina come baluardo difensivo, in prossimità di un torrione chiamato Sperone, laddove un tempo proliferavano gli acquitrini della Palus neapolitana. Si tratta di una delle realizzazioni militari più recenti rispetto alle analoghe costruzioni della città di Napoli, dovute al ritardo nella conurbazione dell'area orientale ed alla necessità di difenderla dagli attacchi provenienti da oriente, sia via mare che da terra. A differenza, però, degli altri fabbricati (Castel Nuovo, Castel Capuano, etc.) non presentava arredi di lusso né sale regali, essendo esclusivamente adibito ad uso militare.
Il progetto originale si caratterizzava di due torri cilindriche, di un elevato torrione e di mura merlate congiunte da robusti blocchi di piperno. Il castello fu teatro non appena quattro anni dopo la sua costruzione della battaglia che vedeva contrapposti Luigi II d'Angiò e Ladislao di Durazzo. In seguito, durante l'assedio di Alfonso V d'Aragona, che vide morire suo stesso fratello in battaglia, Pietro, sostenne la difesa degli angioini, ma non fu abbastanza per mantenere il regno.
Ulteriori modifiche furono realizzate nel 1484, quando le mura della città furono ampliate e modificate dagli aragonesi: per volere di Ferdinando I d'Aragona, si decise di arricchire le mura partendo dal maggior torrione presente presso il castello del Carmine, prendendo spunto dall'ingegner Francesco Spinelli che fu preposto ai lavori e che appose una lapide in ricordo dell'evento:

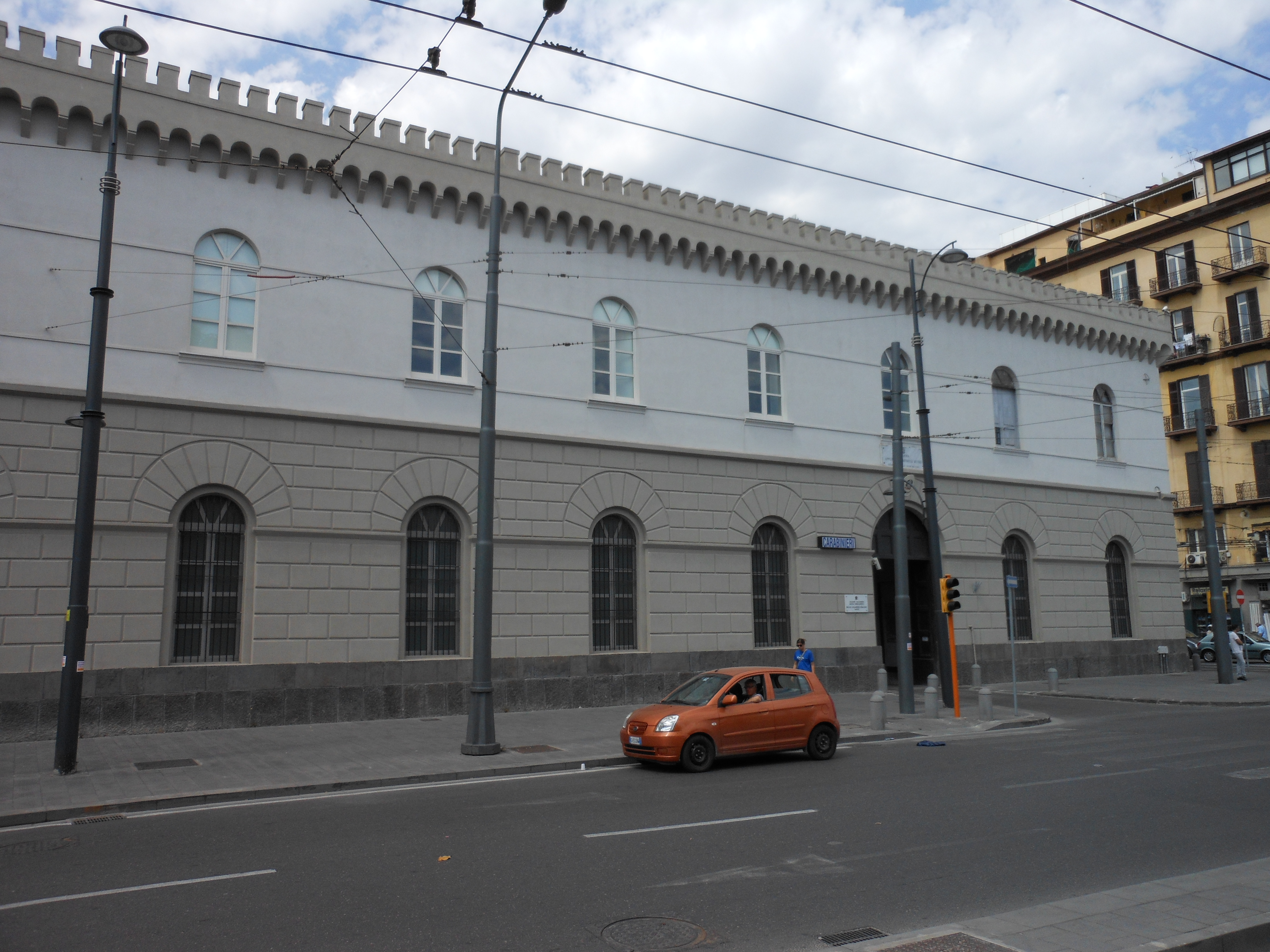
La caserma Sani ripresa da via Marina

Nel 1512, a causa di un'alluvione, il torrione principale fu riedificato in forma quadrata. Fra il 1647-1648, durante la rivolta di Masaniello, fu la dimora del capopopolo Gennaro Annese.
Nel 1662, a seguito delle mutate condizioni belliche, per decisione del viceré conte di Peñaranda, fu seriamente rimaneggiato dal punto di vista militare, conferendo maggiore risalto agli arredi e alle stanze che avrebbero dovuto ospitare i capitani di ventura e i mercenari più esigenti e separandone nettamente gli ambienti dall'area conventuale dei Carmelitani. Il viceré affidò la progettazione dei lavori a Bonaventura Presti e la sua realizzazione agli ingegneri Donato Antonio Cafaro e Francesco Antonio Picchiatti.
Tra gli eventi più celebri che si sono svolti in questa sede si ricordano: la proclamazione della “Serenissima Real Repubblica Napolitana” che, però, durò solo alcuni giorni; la congiura di Macchia, verificatasi nel 1701, che anticipò l'arrivo degli Austriaci; l'occupazione delle truppe francesi di Championnet nel 1799; lo strenuo tentativo di resistenza del contingente borbonico di stanzia ai Mille di Garibaldi.
Il castello venne demolito nel 1906 per rettificare l'ultimo tratto del corso Garibaldi. Al suo posto sorse la caserma Giacomo Sani in stile neorinascimentale, adibita a panificio militare e che sarà tagliata della parte meridionale alla fine degli anni settanta per il nuovo tracciato di via Marina.
Sulla parte ovest del forte, negli anni trenta fu realizzato l'edificio dei Magazzini militari, progettato da Camillo Autore e anch'esso demolito alla fine degli anni settanta. Questo era situato tra il vado del Carmine (ancora nella sua posizione originaria) e la torre Brava (in esso inglobata) e mostrava uno stile tipicamente fascista.